# 혈액형 (음반)
《혈액형》(러시아어: Группа крови)는 소비에트 연방의 록 밴드 키노가 1988년에 발표한 앨범으로, 키노의 6번째 스튜디오 앨범이다. 타이틀 곡은 <혈액형>(Группа крови)으로, 반전(反戰)적인 메시지를 담고 있는 노래이다. 1989년에는 캐피틀 레코드에 의해 미국에서도 발매되었다.

## 곡 목록
| #   | 제목                                  | 한국어명                        | 재생 시간 |
| --- | ------------------------------------- | ------------------------------- | --------- |
| 1.  | 〈〈Группа крови〉〉                  | 혈액형                          | 4:45      |
| 2.  | 〈〈Закрой за мной дверь, я ухожу〉〉 | 내 뒤로 문을 닫아 줘, 난 떠날게 | 4:15      |
| 3.  | 〈〈Война〉〉                         | 전쟁                            | 4:04      |
| 4.  | 〈〈Спокойная ночь〉〉                | 고요한 밤                       | 6:07      |
| 5.  | 〈〈Мама, мы все сошли с ума〉〉      | 엄마, 우린 다 정신이 나갔어요   | 4:06      |
| 6.  | 〈〈Бошетунмай〉〉                    | 보셰툰마이                      | 4:09      |
| 7.  | 〈〈В наших глазах〉〉                | 우리의 눈 속에                  | 3:34      |
| 8.  | 〈〈Попробуй спеть вместе со мной〉〉 | 나와 함께 노래해 줘             | 4:35      |
| 9.  | 〈〈Прохожий〉〉                      | 지나가는 사람                   | 3:39      |
| 10. | 〈〈Дальше действовать будем мы〉〉   | 이제 우리가 행동할 것이다       | 3:55      |
| 11. | 〈〈Легенда〉〉                       | 전설                            | 4:10      |